# The 7 Deadly Sins
The 7 Deadly Sins è il decimo album in studio del gruppo musicale italiano Necrodeath, pubblicato il 13 maggio 2014 dalla Scarlet Records.

## Descrizione
Registrato presso il MusicArt di Pier Gonella di Rapallo, The 7 Deadly Sins è un concept album costituito da sette brani, i cui titoli e tematiche ruotano attorno ai vizi capitali.

## Tracce
1. Sloth – 3:16
2. Lust – 5:33
3. Envy – 4:04
4. Pride – 4:44
5. Wrath – 2:25
6. Gluttony – 5:18
7. Greed – 7:09

Tracce bonus
1. Thanatoid (2014 Version) – 4:49
2. Graveyard of the Innocents (2014 Version) – 3:21

## Formazione
Gruppo
- Flegias – voce
- Pier Gonella – chitarra
- GL – basso
- Peso – batteria

Altri musicisti
- Giorgia Gueglio – voce aggiuntiva (traccia 7)

Produzione
- Pier Gonella – missaggio
- Giuseppe Orlando – missaggio
- Alain Battiloro – fotografia
- Mila Ramos – modella